# Всемирная история
«Всеми́рная исто́рия» (укр. Всесвітня історія) — 13-томний радянський курс всесвітньої історії. Видавався у Москві протягом 1955–83, підготовлений низкою інститутів АН СРСР (Інститутом історії, Інститутом етнографії, Інститутом сходознавства, Інститутом історії матеріальної к-ри, Інститутом китаєзнавства, Інститутом слов'янознавства, Інститутом Африки, Інститутом народів Азії та ін.). Головні редактори — академіки АН СРСР Є.Жуков, С.Тіхвінський. Первісно «В.и.» планувалася як 10-томне видання, але потім її обсяг було розширено: видано ще 3 додаткові томи, присвячені новітній історії після 1945. Майже кожний том поділяється на кілька частин (за територіальним принципом) і в цілому охоплює історичний процес на теренах усіх основних регіонів світу.
- 1-й та 2-й (1955–56) хронологічно обіймали період від первісної історії до кінця 5 ст.,
- 3-й т. (1957) — 6–15 ст.,
- 4-й т. (1958) — 16–1-ша половина 17 ст.,
- 5-й т. (1958) — 2-га пол. 17 — кінець 18 ст.,
- 6-й т. (1959) — 1789—1870,
- 7-й т. (1960) — 1871—1917,
- 8-й т. (1961) — 1917–23,
- 9-й т. (1962) — початок 1920-х р. — 1939,
- 10-й т. (1965) — 1939–45,
- 11-й т. (1977) — 1945–49,
- 12-й т. (1979) — 1950–60 рр.,
- 13-й т. (1983) — 1963–70.

Історія України висвітлена у «В.и.» фрагментарно, більш-менш систематично розглянута лише історія Давньої Русі (т. 3, глави 32, 38 та ін.). Українська історія до серед. 17 ст. представлена епізодично, у просторовому та проблемно-тематичному плані вона об'єднана з історією народів Білорусі та Прибалтики (т. 3, глава 50; т. 4, глава 13 та ін.). Після 1654 (приєднання України-Гетьманщини до Московської держави) історія українських земель (західно-українських) подається переважно у вигляді окремих згадок у контексті загальної історії, частково у контексті історії Австро-Угорської монархії та історії Польщі.